# Beth Ross
Pour les articles homonymes, voir Ross.
Beth Ross, née le 6 octobre 1996 à Takapuna, est une rameuse néo-zélandaise. Elle est médaillée d'argent olympique en huit féminin en 2021 à Tokyo.

## Carrière
Elle fait partie de l'équipage du huit qui remporte la médaille d'or aux Championnats du monde 2019. Aux Jeux olympiques d'été de 2020, elle est médaillée d'argent en huit féminin avec l'équipage néo-zélandais derrière les Canadiennes.

## Palmarès

### Jeux olympiques
- médaille d'argent en huit féminin aux Jeux olympiques d'été de 2020 à Tokyo

### Championnats du monde
- médaille d'or en huit féminin aux Championnats du monde 2019 à Ottensheim